# Nastoyashcheye Vremya
Nastoyashcheye Vremya (tiếng Nga: Настоящее Время) là kênh truyền hình tiếng Nga thuộc sở hữu của Đài Châu Âu Tự do/Đài Tự do và Đài Tiếng nói Hoa Kỳ. Phát sóng chính thức vào ngày 7 tháng 2 năm 2017.